# ガル学。
『ガル学。』（ガルがく）は、Girls2 を題材としたメディアミックス作品のシリーズ。

## シリーズ概略
アニメ『ガル学。〜聖ガールズスクエア学院〜』
2020年4月6日から2021年3月29日までテレビ東京系列「おはスタ」内のコーナー「きゃらスタ」で月曜7時20分頃に放送された。
同名のコミカライズが『ちゃお』（小学館）2020年5月号から2021年4月号まで連載された。
ドラマ『ガル学。〜ガールズガーデン〜』
上記アニメの続編として2021年7月7日から同年9月29日まで、テレビ東京系列の毎週水曜日17時55分 - 18時25分枠にて実写ドラマが放送された。
アニメ『ガル学。Ⅱ〜Lucky Stars〜』
2022年1月10日から3月18日まで「おはスタ」内にて毎日放送された。
同名のコミカライズが2022年2月3日発売の「ちゃお」3月号から5月号まで連載された。
過去2作と同様、Girls2 を題材としているが、今作は Lucky2 を主役とした物語となる。

## アニメ
スターパフォーマーを育てる学校「聖ガールズスクエア学院」、通称「ガル学」に在籍する少女たちの物語である。
新型コロナウイルス感染拡大の影響を受け、2020年4月27日放送の第4話をもって放送は一時中断、第5話以降の放送が延期された。5月4日 - 25日は第1話 - 4話を再放送、6月1日 - 29日は「ガル学。応援企画・妄想ガル学。トーク」を放送。7月6日に第5話から放送再開。8月31日 - 10月27日まで期間限定で月・火の2日連続放送を実施。キッズステーションでは9月12日から2021年8月28日まで『ポリス×戦士 ラブパトリーナ!』に続いて放送された。

### 主要キャスト
- トア[注 2]：原田都愛
- ユズハ：小田柚葉
- モモカ：隅谷百花
- ミサキ：鶴屋美咲
- ヨウカ：小川桜花
- クレア：増田來亜
- ミナミ：菱田未渚美
- キラ：山口綺羅
- ラン：石井蘭

サブキャスト
以降はアニメ版のみの出演。
- アイトア：向井莉生
- アイユズハ：青山吉能
- アイモモカ：射場美波
- アイミサキ：後藤彩佐
- アイヨウカ：山下七海
- アイクレア：本泉莉奈
- アイミナミ：成花
- アイキラ：朝日奈丸佳
- アイラン：中井美琴
- イケメン先生[注 3]：上西哲平

### スタッフ
- アニメーション監修 - 京極尚彦
- 総監督 - 赤城博昭（途中まで）
- 監督 - 高橋謙仁（第1 - 25話）→ 中田誠（第26話 - ）
- シリーズ構成・脚本 - 藤咲淳一
- キャラクターデザイン - 広岡トシヒト
- プロップデザイン - 尾崎智美、田中正晃
- 色彩設計 - 木幡美雪（第1 - 25話）→ 沼田貴子（第26話 - ）
- 美術設定 - 真村躍、高尾克己
- 美術監督 - 高尾克己（第26話 - ）
- 撮影監督 - 二村文章（第1 - 25話）→ 山越康司（第26話 - ）
- 編集 - 肥田文（第1 - 25話）→ 野川仁（第26話 - ）
- 音響監督 - 高寺たけし
- 劇伴担当 - 山本茂
- 音楽プロデューサー - 舩橋宗寛
- プロデューサー - 村椿拓郎、佐々木礼子、舩橋宗寛、中久木一哉、石川琢哉、高原文彦、遠藤哲哉、村松紗也子
- 連載 - 小学館「ちゃお」
- アニメーションプロデューサー - 加藤浩幸
- アニメーション制作 - OLM TEAM KATO×WIT STUDIO
- 製作 - テレビ東京、「ガル学。」製作委員会

### 劇中ユニット
- east2（イースト・イースト）：ユズハ、ラン、トア
- south2（サウス・サウス）：ミサキ、クレア、キラ、ヨウカ
- west2（ウェスト・ウェスト）：モモカ、ミナミ

### 主題歌
|                    | 曲名                                       | 歌     | 作詞                           | 作曲                           | 編曲              | 使用エピソード      | 挿入歌  |
| ------------------ | ------------------------------------------ | ------ | ------------------------------ | ------------------------------ | ----------------- | ------------------- | ------- |
| オープニングテーマ | センチメートル                             | Girls2 | yuma                           | yuma                           | yuma              | 1 - 39, 41 - 47, 49 | 47      |
| エンディングテーマ | サクラ道！                                 | east2  | 新田目翔                       | 新田目翔                       | 新田目翔          | 1 - 4               | 4       |
| エンディングテーマ | Shining You, Shining Me 〜夢のチカラで〜   | south2 | 小山哉枝                       | 南利一                         | 南利一            | 5 - 8               | 2, 7, 8 |
| エンディングテーマ | ワチャ×2                                   | west2  | 山田智和                       | 山田智和                       | 住谷翔平          | 9 - 12              | 10      |
| エンディングテーマ | セーノでGo！                               | east2  | 藤谷一郎 江本有佳里            | 藤本一郎                       | 藤本一郎          | 13 - 15             | 13, 14  |
| エンディングテーマ | オールOK！                                 | east2  | 佐藤知之                       | おののりきゅう                 | 井上河            | 17                  | 16      |
| エンディングテーマ | ねっ！                                     | east2  | ペンギンス 長沢知亜紀 永野小織 | ペンギンス 長沢知亜紀 永野小織 | ペンギンス        | 18 - 20             | 21, 25  |
| エンディングテーマ | 愛×2                                       | west2  | NOVECHIKA 山本匠               | NOVECHIKA 山本匠               | NOVECHIKA 山本匠  | 21 - 23             | 21      |
| エンディングテーマ | サ×3 サイコー                              | west2  | ツキダタダシ                   | ツキダタダシ                   | ツキダタダシ      | 24, 25              | 24      |
| エンディングテーマ | Never Give Up 〜うつむかず顔を上へあげて〜 | south2 | 金井奏馬                       | 金井奏馬                       | 金井奏馬          | 26 - 29             | 21, 33  |
| エンディングテーマ | ありがとう 〜ひとことあなたに〜            | south2 | 渡邉俊彦                       | 渡邉俊彦                       | 渡邉俊彦          | 31 - 33             | 30      |
| エンディングテーマ | Shine！                                    | east2  | ペンギンス hanawaya            | ペンギンス hanawaya            | hanawaya          | 34 - 36             | 34      |
| エンディングテーマ | Holy Magic 〜大人になっても解けない魔法〜  | south2 | 後藤凪                         | ねりきり                       | 水嶋康貴          | 37, 38              | 38      |
| エンディングテーマ | ワキ アイ×2                                | west2  | ペンギンス 室屋優美 田辺望     | ペンギンス 室屋優美 田辺望     | 田辺望            | 39 - 41             | 41      |
| エンディングテーマ | Congratulations 〜新しい夢の扉〜           | south2 | 浦島健太 野口大志              | 浦島健太 野口大志              | 浦島健太 野口大志 | 42 - 44             | 43      |
| エンディングテーマ | つなぐ！                                   | east2  | halmelnuts                     | 南田健吾                       | 南田健吾          | 45, 46              | 45      |
| エンディングテーマ | ツナグツナグ                               | Girls2 | halmelnuts                     | 南田健吾                       | 南田健吾          | 47, 49, 50          | 48      |

### 各話リスト
| 話数              | サブタイトル                                         | 絵コンテ | 演出     | 作画監督                                 | 放送日         |
| ----------------- | ---------------------------------------------------- | -------- | -------- | ---------------------------------------- | -------------- |
| 第1話             | 私の夢はここから！トアのガールズパフォーマーへの道！ | 赤城博昭 | 高橋謙仁 | 茂木琢次                                 | 2020年 4月6日  |
| 第2話             | トアのドキドキメンバー探し！                         | 赤城博昭 | 高橋謙仁 | 茂木琢次 村田睦明 清水麻未               | 4月13日        |
| 第3話             | 気になる子、発見！？ 謎の二人登場！                  | 高橋謙仁 | 高橋謙仁 | 佐々木勅嘉 村田睦明 清水麻未             | 4月20日        |
| 第4話             | メンバー探しは大変！トア、がんばります！             | 高橋謙仁 | 高橋謙仁 | 芳我恵理子                               | 4月27日        |
| 第5話             | 急接近？ トアの憧れ！                                | 久保太郎 | 久保太郎 | 小川貴弘                                 | 7月6日         |
| 第6話             | ガールズ・アリーナに立つには！？                     | 久保太郎 | 久保太郎 | 芳我恵理子                               | 7月13日        |
| 第7話             | 夢の出会い！トアとヨウカ！                           | 久保太郎 | 久保太郎 | 清水麻未                                 | 7月20日        |
| 第8話             | 生徒会チーム、south2！                               | 久保太郎 | 久保太郎 | 清水麻未                                 | 7月27日        |
| 第9話             | よくないうわさ                                       | 森田侑希 | 森田侑希 | 茂木琢次                                 | 8月3日         |
| 第10話            | エンタメ上等、west2！                                | 森田侑希 | 森田侑希 | 渚美帆                                   | 8月10日        |
| 第11話            | トアのワクワクメンバー集め！                         | 森田侑希 | 菅谷幸平 | 伊藤優希                                 | 8月17日        |
| 第12話            | アオハルの風、east2！                                | 森田侑希 | 森田侑希 | 井上修一                                 | 8月24日        |
| 第13話            | トアの決意                                           | 片山一高 | 伊福覚志 | 三谷暢之                                 | 8月31日        |
| 第14話            | 初めてのチームレッスン！                             | 片山一高 | 伊福覚志 | 三谷暢之                                 | 9月1日         |
| 第15話            | 緊張？ ワクワク？ 芸能試験 前編                      | 片山一高 | 伊福覚志 | 齋藤千尋                                 | 9月7日         |
| 第16話            | 緊張？ ワクワク？ 芸能試験 後編                      | 片山一高 | 伊福覚志 | 茂木琢次 齋藤千尋                        | 9月8日         |
| 第17話            | エンジョイ！ワクワクショッピング！                   | 中込健人 | 中込健人 | 五月女妃苗                               | 9月14日        |
| 第18話            | 夏本番！アツ〜い合宿開始！                           | 中込健人 | 中込健人 | 広岡トシヒト                             | 9月15日        |
| 第19話            | 夏合宿！険しいレッスン！                             | 中込健人 | 中込健人 | 大西陽一                                 | 9月21日        |
| 第20話            | どうなるの？皆でワイワイご飯作り！                   | 中込健人 | 中込健人 | 五月女妃苗 大西陽一                      | 9月22日        |
| 第21話            | 集大成！夏のトリプルソング！                         | 高橋謙仁 | 片山一高 | 広岡トシヒト                             | 9月28日        |
| 第22話            | AIがいっぱい！                                       | 高橋謙仁 | 高橋謙仁 | 茂木琢次                                 | 9月29日        |
| 第23話            | 緊急事態！？south2！！                               | 高橋謙仁 | 高橋謙仁 | 小川貴弘                                 | 10月5日        |
| 第24話            | サイコー！！west2！！                                | 高橋謙仁 | 高橋謙仁 | 芳我恵理子                               | 10月6日        |
| 第25話            | いっちゃえ！アオハルサプライズ！！                   | 高橋謙仁 | 高橋謙仁 | 広岡トシヒト                             | 10月12日       |
| 第26話            | 学院祭はてんやわんや                                 | 中田誠   | 牧野友映 | 岡昭彦                                   | 10月13日       |
| 第27話            | south2の噂                                           | 中田誠   | 野田泰宏 | 野村美妃                                 | 10月19日       |
| 第28話            | ヨウカの決意                                         | 中田誠   | 野田泰宏 | 野村美妃                                 | 10月20日       |
| 第29話            | 学院祭！特別ライブ                                   | 中田誠   | 野田泰宏 | STUDIO MASSKET                           | 10月26日       |
| 第30話            | 完全完璧 south2！                                    | 中田誠   | 牧野友映 | 岡昭彦                                   | 10月27日       |
| 第31話            | AIがいっぱい！２                                     | 中田誠   | 野田泰宏 | 河野さち子                               | 11月2日        |
| 第32話            | 生徒会からの提案                                     | 中田誠   | 野田泰宏 | STUDIO MASSKET                           | 11月9日        |
| 第33話            | ドキドキシャッフルレッスン                           | 中田誠   | 野田泰宏 | STUDIO MASSKET                           | 11月16日       |
| 第34話            | 輝け！Shine！                                        | 京極尚彦 | 野田泰宏 | 広岡トシヒト                             | 11月23日       |
| 第35話            | クリスマスがやってくる！                             | 牧野吉高 | 牧野友映 | 岡昭彦                                   | 11月30日       |
| 第36話            | 冬のガル活はこれできまり！                           | 牧野吉高 | 牧野友映 | 岡昭彦                                   | 12月7日        |
| 第37話            | みんなでクリパ！                                     | 牧野吉高 | 牧野吉高 | STUDIO MASSKET 小川智樹                  | 12月15日       |
| 第38話            | 大人になっても解けない魔法！                         | 牧野吉高 | 牧野吉高 | STUDIO MASSKET 小川智樹                  | 12月21日       |
| 第39話            | AIがいっぱい！３                                     | 野田泰宏 | 野田泰宏 | 藤本雄一朗                               | 2021年 1月11日 |
| 第40話            | 運命の最終戦                                         | 中田誠   | 田中千駿 | 大野勉 謝宛倩 石倉礼 パンプイキ 田中千駿 | 1月18日        |
| 第41話            | ワキ アイ×2                                          | 中田誠   | 田中千駿 | 田中千駿                                 | 1月25日        |
| 第42話            | 完全完璧の誓い                                       | 野田泰宏 | 野田泰宏 | 村司晃英                                 | 2月1日         |
| 第43話            | Congratulations 〜新しい夢の扉〜                     | 野田泰宏 | 野田泰宏 | 小山知洋                                 | 2月8日         |
| 第44話            | 私たちのつながり                                     | 牧野吉高 | 田中千駿 | 桜井正明 パンプイキ                      | 2月15日        |
| 第45話            | つなぐ！                                             | 牧野吉高 | 田中千駿 | 大野勉 田中千駿                          | 2月22日        |
| 第46話            | ガル活、結果発表！                                   | 中田誠   | 太田彬彦 | 小川智樹                                 | 3月1日         |
| 第47話            | センチメートル                                       | 京極尚彦 | 野田泰宏 | 小川智樹                                 | 3月8日         |
| 第48話            | ツナグ ツナグ                                        | 京極尚彦 | 中田誠   | 小山知洋                                 | 3月15日        |
| 第49話            | 旅立ち                                               | 中田誠   | 牧野友映 | 岡昭彦                                   | 3月22日        |
| 第50話 （最終回） | 私たちの未来                                         | 中田誠   | 牧野友映 | 岡昭彦                                   | 3月29日        |

## ドラマ
2021年7月7日から同年9月29日まで、テレビ東京系列で毎週水曜日の17時55分 - 18時25分枠にて『ガル学。〜ガールズガーデン〜』と題し、実写ドラマを放送。全12回。
- オープニングテーマ曲：スバにぃ（木村昴）と Girls2 のコラボ楽曲「Enjoy」[6][7][8]
- エンディングテーマ曲：Girls2 の楽曲「Good Days」[9]

この2曲を含め3曲を収録した「Enjoy / Good Days」が8月25日発売。

### あらすじ
聖ガールズスクエア学院に通う生徒は日々 “ガールズアリーナ” に立つことを夢みている。「east2」,「west2」,「south2」の3チームがつながって “ガールズアリーナ” に立った「Girls2」メンバー9人は、新学長に卒業試験の課題を与えられ、その課題に合格するために努力している。

### 実写ドラマの追加キャスト
Girls2 メンバーはアニメの項目を参照。本項ではドラマで登場した人物のみ記載する。
- 江久地マナブ：EXILE TETSUYA[11]
- 御々多ナツ：筧美和子[11]
- 花吹エイト：袴田吉彦
- タクミ：ゆうたろう
- スバにぃ：木村昴
- リナ：山口莉愛

### スタッフ
- 企画 - 丸茂礼、木村武士、木島康、江藤寛之
- シリーズ構成・脚本 - 藤咲淳一
- 脚本 - 佐藤香苗（第4、7、10話）、井上櫻子（第5、6、9話）
- 監督 - 加藤綾佳、木内健人、稲葉博文
- 音楽 - 安達練
- 音楽プロデューサー - 井田鉄太郎
- プロデューサー - 村松紗也子、石川琢哉、中久木一哉、村椿拓郎
- ダンス監修 - EXPG STUDIO
- 制作プロデューサー - 小池竜二、宮前泰志
- 制作プロダクション - 小学館集英社プロダクション
- 制作協力 - リーライダーす
- 製作 - 「ガル学。〜ガールズガーデン〜」製作委員会

### 放送日程
| 各話              | 放送日  | サブタイトル                    | ゲスト                         | 監督     |
| ----------------- | ------- | ------------------------------- | ------------------------------ | -------- |
| page01            | 7月07日 | 卒業試験は突然に                |                                | 加藤綾佳 |
| page02            | 7月14日 | 放課後コーデ・コレクション      |                                | 加藤綾佳 |
| page03            | 7月21日 | こころ、飾る                    | リナ（山口莉愛）               | 加藤綾佳 |
| page04            | 7月28日 | 原宿ダンスコンテスト！          |                                | 木内健人 |
| page05            | 8月11日 | 学院七不思議                    |                                | 木内健人 |
| page06            | 8月18日 | スイーツの女神                  |                                | 稲葉博文 |
| page07            | 8月25日 | 君にとどけ！コーデ大作戦！      | タクミ（ゆうたろう）           | 稲葉博文 |
| page08            | 9月01日 | 原宿ラビリンス                  |                                | 木内健人 |
| page09            | 9月08日 | Girls2解散!? 〜最後の編集会議〜 |                                | 木内健人 |
| page10            | 9月15日 | 原宿ネバーランド                |                                | 木内健人 |
| page11            | 9月22日 | Bad Days                        | スバにぃ（木村昴） タクミ リナ | 加藤綾佳 |
| page12 （最終回） | 9月29日 | Good Days                       | スバにぃ（木村昴） タクミ リナ | 加藤綾佳 |

- 2021年8月4日は東京2020オリンピック中継（7:50 - 23:00）により休止。

| テレビ東京 水曜17:55 - 18:25                                      | テレビ東京 水曜17:55 - 18:25                                                                                     | テレビ東京 水曜17:55 - 18:25                                                                                               |
| 前番組                                                            | 番組名 | 次番組 |
| ----------------------------------------------------------------- | --- | --- |
| 七つの大罪 憤怒の審判 2021年1月13日 - 6月23日 - ※ここまでアニメ枠 | ガル学。 〜ガールズガーデン〜 2021年7月7日 - 9月29日 - ※ここからドラマ枠 ※ここまでネットセールスの子ども向け番組 | 警視庁強行犯係・樋口顕（再放送） 2021年10月6日 - 10月13日 【月 - 水曜】 ※17:30 - 18:25 - ※ここからローカルセールスの帯番組 |

## アニメ（第2期）
ガールズアリーナで開催された Girls2 の「ツナグツナグ」ライブが伝説となった数年後、「聖ガールズスクエア学院」、通称「ガル学」への転入を目指す女の子が通う養成スタジオ「ガルスタ」。そこに通う6人組、Lucky2（ラッキーラッキー）の物語。
今作は『ガル学。Ⅱ〜Lucky Stars〜』の題名で、主要キャストが Lucky2 に代わり、2022年1月10日から3月18日まで「おはスタ」内にて毎日放送された（全10週で50話放送）。
コミカライズが2022年2月3日発売の「ちゃお」3月号から5月号まで連載。

### キャスト（第2期）
主要キャスト
- リナ：山口莉愛
- ユウラ：杉浦優來
- ツバキ：永山椿
- ヒイロ：深澤日彩
- ユウワ：比嘉優和
- カンナ：佐藤栞奈

サブキャスト
- 森村タケオ：木村昴
- 羽村チノ：杉山里穂
- 山口莉江子：中井美琴
- クレープ屋さんのマリ：木戸衣吹
- アパレルのコウ：森優子
- 宅配のミーコ：青山玲菜
- コンビニのフミ：南早紀
- 雑質屋のサホ：小針彩希

### スタッフ（第2期）
- アニメーション監修 - 京極尚彦
- 監督 - 中田誠
- シリーズ構成 - 藤咲淳一
- キャラクターデザイン - 広岡トシヒト
- 色彩設計 - 沼田貴子
- 美術設定 - 高尾克己、下田美那代（第1 - 4話）
- 美術監督 - 高尾克己
- 撮影監督 - 山越康司
- 編集 - 野川仁
- 音響監督 - 高寺たけし
- 劇伴担当 - 山本茂
- 音楽プロデューサー - 舩橋宗寛
- プロデューサー - 村椿拓郎、佐々木礼子、舩橋宗寛、中久木一哉、石川琢哉、高原文彦、村松紗也子
- アニメーションプロデューサー - 加藤浩幸
- アニメーション制作 - OLM TEAM KATO
- 連載 - 小学館「ちゃお」
- 製作 - 2022「ガル学。Ⅱ」製作委員会

### 主題歌（第2期）
|                    | 曲名                                          | 歌     | 作詞         | 作曲            | 編曲         | 使用エピソード |
| ------------------ | --------------------------------------------- | ------ | ------------ | --------------- | ------------ | -------------- |
| オープニングテーマ | ichigo 〜一期一会〜                           | Lucky2 | halmelnuts   | 南田健吾        | 南田健吾     | 1 - 10         |
| エンディングテーマ | 3・2・1...BREAK!                              | Lucky2 | 和田アヤナ   | 津波幸平        | 津波幸平     | 1 - 10         |
| 挿入歌             | ツナグツナグ                                  | Girls2 | halmelnuts   | 南田健吾        | 南田健吾     | 1              |
| 挿入歌             | シュワシュワ -リナ&ユウラ-                    | Lucky2 | 浦島健太     | 浦島健太 山本匠 | 山本匠       | 2              |
| 挿入歌             | LOVE MEETS GIRL -リナ&ユウラ-                 | Lucky2 | 安達蔵馬     | 安達蔵馬        | Little KY    | 3              |
| 挿入歌             | Poppin' pop party（ポピポパ） -ツバキ&ユウワ- | Lucky2 | SHOW         | SHOW            | SHOW         | 4              |
| 挿入歌             | キラキラなストーリー                          | Lucky2 | ジンツチハシ | ジンツチハシ    | ジンツチハシ | 5, 7, 8        |
| 挿入歌             | ベストフレンド -ヒイロ&カンナ-                | Lucky2 | 岡田悟志     | 岡田悟志        | 田辺望       | 6              |

### 各話リスト（第2期）
| 話数              | サブタイトル | 絵コンテ        | 演出     | 作画監督                     | 放送日                |
| ----------------- | --- | --------------- | -------- | ---------------------------- | --------------------- |
| 第1話             | Girl meets Girl 01 ツナグツナグ原宿 02 キラキラしてる 03 ガルスタで踊っちゃえ！ 04 よし、思いっきり！ 05 あたらしい夢    | 中田誠          | 牧野友映 | 岡昭彦                       | 2022年 1月10日 - 14日 |
| 第2話             | 笑顔をください！ 06 今日のレッスン！ 07 原宿でお手伝い！ 08 ふたりの試練 09 あまい体験 10 あたらしい発見                 | 中田誠          | 牧野友映 | 岡昭彦                       | 1月17日 - 21日        |
| 第3話             | もういっかい！ 11 ライブに向けて！ 12 ふたりで作るライブ 13 特別ライブ、スタート！ 14 ステージは誰のもの 15 あたらしい形 | 中田誠          | 伊藤史夫 | 趙雅羅 崔允希                | 1月24日 - 28日        |
| 第4話             | みんな集まれ！ 16 はじまる合宿生活！ 17 私たちの部屋 18 お掃除大作戦 19 一枚の写真 20 誕生！Lucky2！！                   | 中田誠          | 野田泰宏 | 田口広一                     | 1月31日 - 2月4日      |
| 第5話             | 私たちの失敗 21 朝のサプライズ 22 放課後の原宿 23 みんなでレッスン！ 24 ファーストライブ！ 25 悔しさ残して               | 中田誠          | 伊藤史夫 | 趙雅羅 崔允希                | 2月7日 - 11日         |
| 第6話             | キラキラ プレアデス 26 雨降りの朝 27 まっすぐなところ 28 次はいつ？ 29 バラバラなパーツ 30 みんな、おそろい              | 木村佳嗣        | 木村佳嗣 | 岡昭彦                       | 2月14日 - 18日        |
| 第7話             | 迷い星みつけた 31 明日がたのしみ！ 32 パジャマパーティー 33 ライブはホコ天で！ 34 ママはどこ？ 35 見つけてあげる！       | 太田彬彦        | 太田彬彦 | 小川莉奈 大山愛子            | 2月21日 - 25日        |
| 第8話             | みんながいたから 36 間に合わなかったら 37 まだ間に合う！ 38 キラキラなストーリー 39 たいせつなこと 40 最終オーディション | 野田泰宏        | 野田泰宏 | スタジオマスケット           | 2月28日 - 3月4日      |
| 第9話             | いま、はじまる 41 ユウラの電話 42 ここがガールズアリーナ！ 43 最終オーディション開幕！ 44 ごめんなさい 45 夢を諦めない   | 永島昭子        | 堀内直樹 | 劉雲留 江湧 朱暁林           | 3月7日 - 11日         |
| 第10話 （最終回） | キラキラ輝け、Lucky2！ 46 ３・２・１...BREAK！ 47 鏡の中の私 48 ichigo～一期一会～ 49 伝言 50 せーの！                   | 京極尚彦 中田誠 | 中田誠   | 岡昭彦 広岡トシヒト 中矢利子 | 3月14日 - 18日        |

## 配信サイト一覧
| アニメ「ガル学。〜聖ガールズスクエア学院〜」 |
| --- |
| dアニメストア｜dTV｜U-NEXT｜GYAO!ストア｜music.jp｜Rakuten TV｜アニメ放題｜DMM.com｜ビデオマーケット｜HAPPY!動画｜ ABEMA｜アニメタイムズ｜FOD｜あにてれ |

| ドラマ「ガル学。〜ガールズガーデン〜」  |
| --------------------------------------- |
| dアニメストア｜dTV｜U-NEXT｜ABEMA｜Hulu |

| アニメ「ガル学。Ⅱ〜Lucky Stars〜」 |
| --- |
| dアニメストア｜dTV｜U-NEXT｜GYAO!ストア｜music.jp｜Rakuten TV｜アニメ放題｜DMM.com｜ビデオマーケット｜HAPPY!動画｜ ABEMA｜Amazon Prime Video｜FOD｜milplus｜J:COMオンデマンド｜クランクイン！ビデオ｜ひかりTV｜TELASA｜ auスマートパスプレミアム｜ムービーフルplus |

## 関連商品

### 漫画
- 『ガル学。〜聖ガールズスクエア学院〜』 ISBN 978-4-09-871454-4 [14]

アニメ第1期と同名のコミカライズ作品『ガル学。〜聖ガールズスクエア学院〜』が「ちゃお」にて2020年5月号から2021年4月号まで連載された。
「ちゃお」掲載時は白黒だが、2021年6月30日にオールカラーコミックスとして単行本が発売された。

### 写真集
- 『ガル学。フォトファンブック』 ISBN 978-4-09-227249-1 [15]

インタビューや Girls2メンバーの写真を掲載。2021年07月12日付のオリコン週間写真集ランキングで5位。

### 主題歌CD
アニメ
- 「TVアニメ『ガル学。〜聖ガールズスクエア学院〜』コンプリート・ベスト」 - Girls2

アニメ第1期で使用された楽曲をすべて収録したベストアルバム。2021年3月24日発売。
- 「ガル学。Ⅱ - Lucky Stars - コンプリートベスト」 - Lucky2

アニメ第2期で使用されたすべての楽曲に加え、第1期で使用された「ツナグツナグ」の Lucky2カヴァー版を収録したベストアルバム。2022年3月23日発売。
ドラマ
- 「Enjoy / Good Days」 - Girls2

オープニングテーマ「Enjoy」とエンディングテーマ「Good days」を含む3曲入りEP。2021年8月25日発売。

### Blu-ray
アニメ
- アニメ「ガル学。〜聖ガールズスクエア学院〜」+ ライブ「ガル学。Anime LIVE 2021 〜ツナグツナグ〜」

アニメ第1期全50話と、2021年3月27日・28日に行われた配信ライブの模様などを収録。2021年12月22日発売。
ドラマ
- ドラマ「ガル学。〜Girls Garden〜」

ドラマ全12話を収録。2021年12月22日発売。